# Eriogonum greggii
Eriogonum greggii är en slideväxtart som beskrevs av Torr. & Gray. Eriogonum greggii ingår i släktet Eriogonum och familjen slideväxter. Inga underarter finns listade i Catalogue of Life.